# Ёмна
Ёмна (Ёмна-Но́сова) — упразднённая деревня в Таборинском районе Свердловской области России.

## Географическое положение
Располагалась у места впадения реки Ёмная в Тавду (на обоих берегах Ёмной), в 1 км от деревни Носово, в 221 км к северо-западу от Тюмени и в 309 км к северо-востоку от Екатеринбурга. Через реку Ёмну пролегал мост. Рядом с деревней было два небольших кедровника.

## История
Основана в 1910-е годы в составе Носовской волости Туринского уезда Тобольской губернии. С образованием Носовского сельсовета вошла в его состав. По переписи 1926 года в Ёмне было 15 хозяйств, население — 84 человека (39 мужчин и 45 женщин). Прекратила существование в начале 1940-х годов.

## Экономика
В 1930-е годы в Ёмне располагалось зернохранилище, в которое свозили зерно из соседних колхозов. Между Ёмной и Носово стояла ветряная мельница (разобрана в 1940-е годы).